# Тайные агенты
«Тайные агенты» (фр. Agents secrets) — французский криминальный боевик 2004 года. Режиссёр — Фредерик Шёндёрфер (фр. Frédéric Schoendoerffer). Сценаристы Yann Brion, Jean Cosmos, Olivier Douyère, Frédéric Schoendoerffer и Ludovic Schoendoerffer.

## Сюжет
Фильм рассказывает об агентах секретной службы (Direction Générale de la Sécurité Extérieure). Двум агентам — Лизе и Бриссо, изображающим семейную пару, поручают взорвать у берегов Марокко корабль, везущий оружие в Анголу. Им помогают два агента-водолаза, Раймонд и Лоик, которые должны разместить мины на днище корабля. Агенты успешно выполняют задание, чем срывают сделку торговца оружием Игора Липовски. Однако чуть позже события разворачиваются неожиданным образом: Лизу арестовывают в аэропорту, обнаружив у неё наркотики; Раймонда убивают. Бриссо предстоит взять на себя инициативу и разобраться в ситуации.

## В ролях
| Актёр           | Роль             |
| --------------- | ---------------- |
| Венсан Кассель  | Бриссо           |
| Моника Беллуччи | Барбара / Лиза   |
| Андре Дюсолье   | полковник Грассе |
| Шарль Берлинг   | Евгений          |
| Серж Аведикян   | Игор Липовски    |

## Художественные особенности
Критиками отмечалось, что фильм не похож на типичные шпионские боевики. По их мнению, режиссёр показывает «определённые стороны реальной работы тайных агентов».

## Обзоры
- http://www.exler.ru/films/27-09-2004.htm
- https://web.archive.org/web/20110112112143/http://www.variety.com/review/VE1117923611?refcatid=31